# Тешк
Тешк, также Дерьяче́йе-Ташк (перс. طشک‎) — солёное озеро в провинции Фарс на юге Ирана, около 70 км к востоку от Шираза. Озеро имеет поверхность до 313 км², глубину до 1 м и объём до 31 млн м³, но приведённые показатели могут сильно колебаться в зависимости от сезона или засух. Высота над уровнем моря — 1525 м.

## География
Ташк располагается в юго-восточной части Загроса. Ограничено горами Кух-е-Хан (3190 м) и Кух-е-Шир-Хван (м) на севере, Кух-е-Хане-Кет (2972 м), Кух-е-Мели-Бахар (2507 м) и Кух-е-Хани (2527 м) на западе, Кух-е Панджь-Ангощт (2810 м) и Кух-е-Галу-Бакал (3408 м) на юге, и Кух-е-Хорасани (2592 м), Кух-е-Сар-Сефид (2970 м), Кух-е-Чекав (2322 м) и Ровшан-Кух (3248 м) на востоке. Ташк простирается в длину на 55 км, а ширина его колеблется от 2,0 до 13 км. Поверхность Ташка как самостоятельного озера колеблется и может достигать до 313 км², но за время дождливых зим иногда дельтой Кора на юго-западе соединяется с Бехтеганом и вместе образуют так называемое озеро Нейриз площадью до 1810 км². Этот феномен приводится в работах раннеисламских географов: Истахри, Ибн Хавкала и Мукаддаси, что означает, что ранее эта область не была так сильно населена, и вода не использовалась так сильно, как сейчас, для орошения. В районе озера Ташк население между 1960 и 2010 гг. выросло с 44 000 до 200 000 человек, а количество городов возросло с 4 до 16. Самый большой город — Ташк, также достаточно большой город — Абаде-Ташк, другие небольшие прибрежные населённые пункты — Дар-Джаве, Кушкак, Джаханабад, Де-Зир, Джазин, Сафиабад.

## Флора и фауна
На берегах Ташка растут главным образом тамариск и суккуленты. В степи между двух озёр и на их островах растут миндаль и фисташки. Из членистоногих распространены раки, хотя их концентрация зависит от степени солености. В южном районе Тешка и Бехтегана зафиксировано как минимум 220 видов птиц. Среди них преобладают водоплавающие, особенно утки. Кроме них, там живут белые аисты, чёрные ибисы, серые гуси, утки и серые журавли. Частыми гостями на Ташке являются и далматинский пеликан и пёстрая утка. Очень много водоплавающих посещает озеро во время миграций. Летом иногда появляются черные аисты и пустынные соколы. На берегу Ташка обитает много млекопитающих — серый волк, красная лиса, бурый медведь, полосатая гиена, каракал, лесная кошка, леопард, кабан, персидская газель, дикая коза и дикая овца.